# Eugeniusz Łazowski
Eugeniusz Sławomir Łazowski (1913 Čenstochová – 16. prosince 2006 Eugene) byl polský lékař.
Vystudoval medicínu na Varšavské univerzitě. Po vypuknutí druhé světové války byl vojenským lékařem v Brestu, kde upadl do sovětského zajetí, avšak uprchl, vrátil se do Varšavy a přidal se k Zemské armádě. Roku 1940 ho zatklo gestapo, opět se mu podařilo utéct a rozhodl se uchýlit na venkov. Vedl ordinaci v Rozwadówě a tajně pomáhal židům z místního ghetta.
Spolu s dalším místním lékařem Stanisławem Matulewiczem začali očkovat místní obyvatele neškodnou bakterií Proteus OX19, která se dá při krevních testech zaměnit se skvrnitým tyfem. Podařilo se jim tím okupanty přesvědčit, že v okolí města Stalowa Wola vypukla tyfová epidemie, díky tomu bylo nařízeno izolovat oblast od okolního světa. Łazowski dokázal epidemii předstírat tři roky a zachránil tak před transporty do vyhlazovacích táborů okolo osmi tisíc lidí.
Po válce pracoval ve varšavském Ústavu matky a dítěte. Od roku 1958 žil v USA a učil na Univerzitě Illinois v Urbana Champaign. Vydal vzpomínkovou knihu Prywatna wojna. Wspomnienia lekarza-żołnierza 1933–1944.